# Booby Island (St. Kitts und Nevis)
Booby Island ist eine kleine Insel mit etwa 100 Metern Durchmesser in der Karibik. Sie liegt im östlichen Teil der rund drei Kilometer breiten Meerenge zwischen St. Kitts und Nevis, The Narrows, und ist Teil des Inselstaates St. Kitts und Nevis. Die Entfernung zu St. Kitts beträgt etwa 1,7 km, nach Nevis sind es 2,4 km. Benannt ist die Insel nach der englischen Bezeichnung für die Tölpelvögel. Das Eiland steht als Booby Island Nature Reserve seit 2005 unter Schutz.